# Michele il Coraggioso
Michele il Coraggioso (Mihai Viteazul e Mihai Bravu in rumeno, Vitez Mihaly in ungherese, Michał Waleczny in polacco; 1558 – Torda, 9 agosto 1601) è stato voivoda di Valacchia tra 1593 e 1601, voivoda di Transilvania nel biennio 1599-1600 e voivoda di Moldavia nel 1600. Fu cioè il primo sovrano che riuscì a riunire sotto il suo scettro tutti e tre i "Principati danubiani", ovvero le tre regioni storiche dell'Europa danubiana che dalla fine del XIX secolo formano la Romania: Valacchia, Moldavia e Transilvania.
Michele prese il potere in Valacchia, con l'appoggio dell'Impero ottomano, al volgere del XVI secolo. Deciso a garantirsi l'indipendenza dalla Sublime porta, il voivoda si schierò al fianco di Rodolfo II d'Asburgo nella Lunga Guerra (1593-1606) che vide gli Asburgo tornare a contendere il dominio sui Balcani agli Ottomani. Nella Battaglia di Călugăreni (23 agosto 1595) fu proprio Michele ad infliggere una pesante sconfitta alle forze del sultano Murad III, fermando poi, con azioni di guerriglia dirette congiuntamente al condottiero transilvano István Bocskai, la dilagante avanzata ottomana sul fronte orientale della guerra. Il conflitto divenne però ben presto ristagnante, riaccendendosi solo nel 1598, anche a causa degli intrighi tra i potentati cristiani sapientemente giostrati dai turchi.
Nel 1599, il voivoda Michele si sbarazzò dei suoi pericolosi vicini, i Báthory sovrani di Transilvania, contesi tra gli Asburgo e la potente Confederazione polacco-lituana, nella Battaglia di Șelimbăr ed il 1º novembre entrò trionfalmente nella capitale transilvana di Alba Iulia, unificando formalmente le due Valacchie (Valacchia e Transilvania). Pochi mesi dopo conquistò Suceava, capitale della Moldavia, strappandola al voivoda Ieremia Movilă, alleato dei polacco-lituani e dei Bathory. Formalmente signore dei Principati Danubiani, Michele dovette ricorrere agli Asburgo per resistere alla rivolta congiunta dei boiari valacco-transilvani, fomentata dai polacco-lituani, che sconfisse nella Battaglia di Gurăslău (3 agosto 1601) grazie all'appoggio del condottiero italiano Giorgio Basta. Divenuto però ormai troppo potente per il sospettoso imperatore Rodolfo II, Michele venne fatto assassinare da alcuni suoi mercenari sul campo di battaglia presso la città di Turda il 9 agosto 1601. Mandante "fisico" dell'omicidio fu proprio il generale Basta.

## Biografia

### Le origini e la scalata al potere

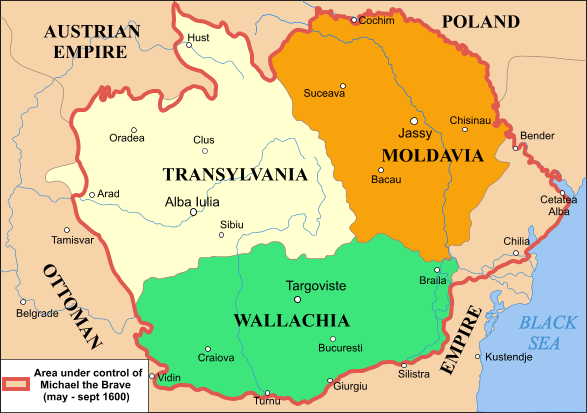
I tre principati e le terre controllate da Michele il Coraggioso.

Michele nacque in data non precisata nella seconda metà degli anni '50 del XVI secolo. Si ipotizza oggi come anno effettivo il 1558 e come luogo di nascita la cittadina di Orașul de Floci. Figlio di Teodora Cantacuzino, si dichiarò illegittimo del voivoda Pătrașcu cel Bun, morto in circostanze poco chiare nel 1557. Questa paternità, fondamentale per giustificare le pretese sul trono valacco, non venne mai confermata ma Michele viene comunque fatto rientrare nella stirpe dei Drăculești cui apparteneva Pătrașcu.
Le notizie relative ai primi anni di vita di Michele sono a dir poco scarse. La buona conoscenza delle lingue (turco, greco, etc.) dimostrata dal voivoda nei suoi anni maturi lascia quantomeno supporre una sua formazione presso gli ambienti della mercatura, solitamente frequentati dai Fanarioti come i Cantacuzini, stirpe cui certamente apparteneva la madre Teodora. Del tutto assenti invece dati che aiutino a comprendere l'indubbio valore dimostrato da Michele sul campo di battaglia.
Michele iniziò la sua scalata del potere all'epoca del voivoda Mihnea Turcitul (regno 1585-1591), svolgendo nell'ordine le mansioni di grande Stolnic, Postelnic, Grande Aga e, infine (1588), Ban di Mehedinți. Il successivo voivoda (1591), Ștefan I Surdul, confermò il potere ed i privilegi di Michele e quando questi venne rimosso dai turchi (luglio 1592), il nuovo principe, Alexandru cel Rău, nominò Michele Ban di Craiova, la più alta carica politico-militare del principato (1593). Già nel maggio del 1593 però, Alexandru iniziò a guardare con sospetto il capace Ban, signore della Valacchia Cesarea (Oltenia). Quando le tensioni tra il voivoda valacco e il bano Michele si acuirono, questi si portò in Transilvania, alla corte di Sigismondo Bathory, accompagnato da un seguito numeroso, tra cui spiccavano le figure del fratellastro di Michele, Radu Florescu, e Radu Buzescu, capo di un potente clan nobiliare della Valacchia occidentale, i Frații Buzești.
Rimasto per due settimane ospite di Báthory ad Alba Iulia, durante le quali aveva negoziato l'appoggio del transilvano contro il voivoda Alexandru, Michele si portò a Costantinopoli. Sfruttando i suoi appoggi presso la Sublime porta (lo zio bano Iane Cantacuzino e il cugino Andronico Cantacuzino, il patriarca Geremia II Tranos e l'ambasciatore del Regno d'Inghilterra Edward Burton) Michele entrò nelle grazie del vecchio sultano Murad III che lo nominò voivoda al posto di Alexandru cel Rău in settembre e gli riconobbe un prestito di 200.000 fiorini per finanziare la sua conquista del potere. Forte dell'appoggio ottomano, Michele aprì ufficialmente il suo regno l'11 ottobre.

### La lotta per il controllo della Valacchia

#### Michele tra Sigismondo Báthory ed i boiari valacchi
Nel corso del 1594 il voivoda di Transilvania Sigismondo Báthory, appoggiato dai messi di papa Clemente VIII, convinse il voivoda di Moldavia Aron Tiranul e Michele a stringere un'alleanza anti-turca. Già alleato dell'imperatore Rodolfo II contro il sultano, Báthory intendeva sfruttare la guerra per estendere i suoi domini. I Principati danubiani vennero così invischiati nella Lunga Guerra che riaccese il conflitto ottomano-asburgico. Stretto da presso dalla minaccia turca, Michele accettò le profferte del voivoda transilvano: Báthory inviò 2.000 armati in Valacchia in supporto alle truppe di Michele ed il valacco accettò il sovra-regno (suzerain) transilvano sui suoi domini. Cogliendo il pretesto di alcune violenze compiute a Bucarest da una folla di creditori turchi, Michele dette ordine di annientare la guarnigione ottomana della città ed attaccò nel contempo Giurgiu che però riuscì a resistere. Nel corso del mese di dicembre furono attaccate numerose piazzeforti turche lungo il Danubio (Brăila, Hârșova e Silistra), mentre le truppe moldave, guidate dal generale valacco Ștefan Răzvan, occupavano altre fortezze nella parte settentrionale della Dobruja. Le truppe tatare alleate degli ottomani furono annientate a Serpătesti e, infine, il 25 gennaio 1595 le truppe ottomane furono sconfitte a Rustchuk. Michele aveva occupato Nicopoli, Ribnic ed il porto fortificato di Chilia, giungendo a meno di 25 km da Costantinopoli e guadagnando un importante sbocco sul Mar Nero.
La posizione di iniziale vantaggio guadagnata dai potentati cristiani sul fronte orientale della Lunga Guerra venne rapidamente compromessa dall'intrigo politico.

Mentre Michele cercava di ottenere rinforzi dalla potente Confederazione Polacco-Lituana e negoziava un'alleanza diretta con l'imperatore Rodolfo II per respingere la prevista controffensiva ottomana (1595), in Moldavia il voivoda Aron fu destituito nel mese di aprile a seguito dell'accusa mossagli dal principe di Transilvania di aver ricercato un accordo con il nemico (un'operazione coordinata dal cancelliere rumeno di Bathory, István Jósika). Sigismondo sostituì Aron con il generale Răzvan, incamerò il tesoro del voivoda moldavo e lo fece avvelenare. Signore di Transilvania e, de facto, di Moldavia, Sigismondo spostò la sua attenzione sulla Valacchia. Facendo pesare il suo accordo con Michele del 1593, Báthory convocò i boiari valacchi ad Alba Iulia, iniziando ad intavolare trattative ai danni del Drăculești. Il Trattato di Alba Iulia siglato dai boiari valacchi e da Sigismondo minò profondamente le basi di potere del voivoda Michele che si vide costretto ad accettare l'intromissione dei boiari firmatari nella gestione del potere, pagando lo scotto di questo tradimento per molti anni a venire. Onde garantirsi una più stabile base politica, Michele si legò sempre più strettamente al clan dei Frații Buzești (es. approvando una legge in cui legava gli schiavi alle terre di proprietà dei loro padroni) e ai parenti materni, i Cantacuzini. Il trattato ebbe anche risvolti religiosi, poiché pose l'intera chiesa ortodossa transilvana sotto l'egida del Metropolita di Târgoviște.

#### I successi di Michele contro i turchi

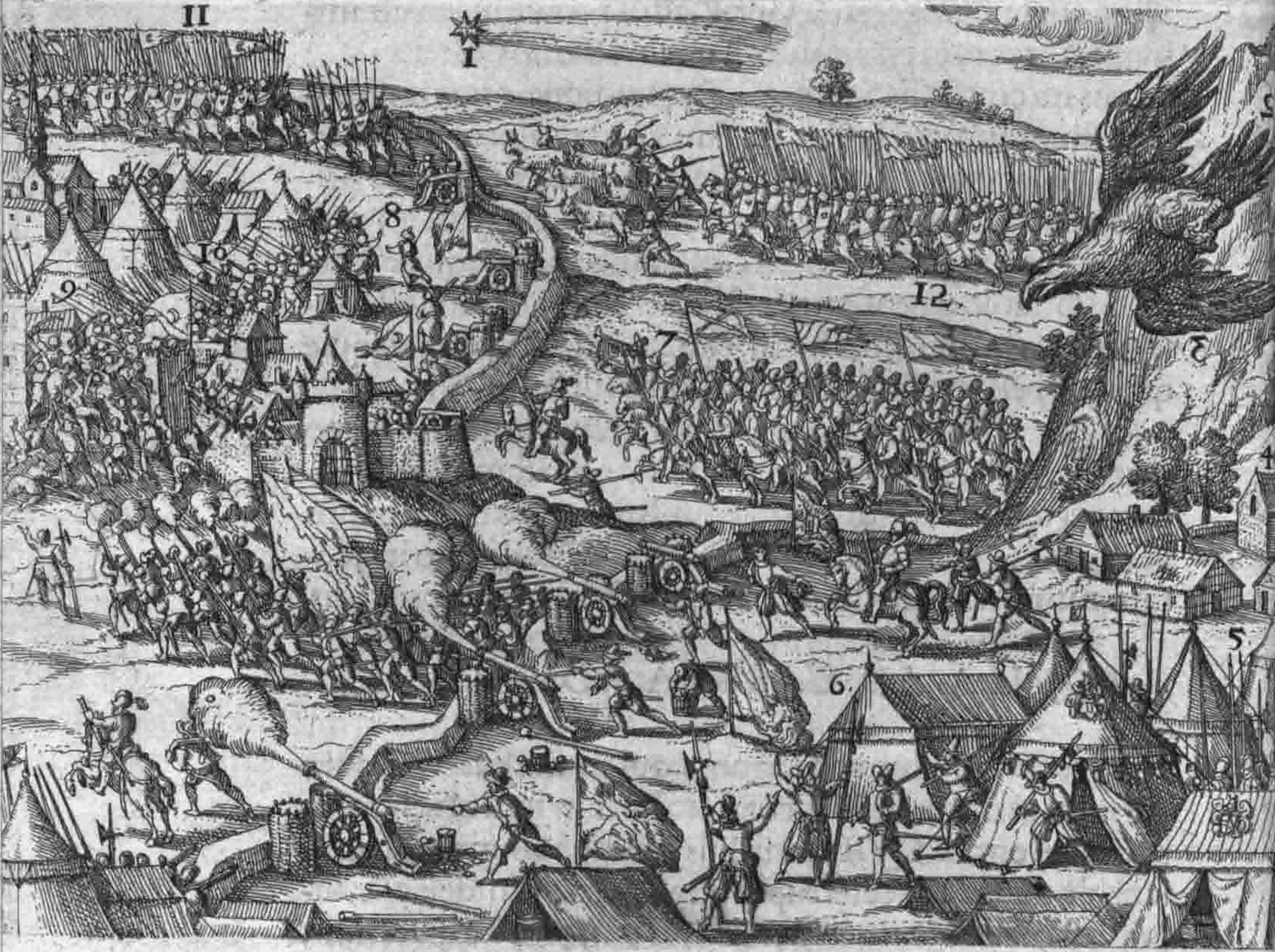
Illustrazione contemporanea di Michele il Coraggioso che sconfigge i Turchi a Târgoviște nell'ottobre del 1595.

L'esercito ottomano si era radunato a Ruse (Bulgaria). Al comando diretto del Gran Visir Koca Sinan Pasha, le truppe del sultano si portarono in giugno sul Danubio. Il 14 agosto gli ottomani conquistarono la sponda cristiana del fiume a Rahova ed il 17 agosto occuparono Giurgiu. Michele, pur in forte svantaggio numerico, sconfisse i turchi nella Battaglia di Călugăreni il 23 agosto. Sconfitto a Călugăreni, Sinan Pasha conquistò comunque Bucarest e Târgoviște. Michele si ritirò a Stoenești, mentre una feroce guerriglia dei contadini rumeni rendeva la vita difficile all'occupante turco. Alla fine di settembre, Michele venne raggiunto dal consigliere di Sigismondo, István Bocskai, a capo di un potente esercito (20.000, forse 40.000 uomini) composto tra gli altri anche da moldavi, tedeschi inviati dall'arciduca Massimiliano III d'Austria, cavalieri e artiglieri inviati da Silvio Piccolomini (fratello di Ottavio Piccolomini). Sinan Pasha preferì a questo punto ritirare l'armata turca dalla Valacchia. Una dopo l'altra, i cristiani rioccuparono Târgoviște, Bucarest e Giurgiu. In dicembre, a causa dell'intromissione polacca, Raznav perse la vita ed il trono di Moldavia. Il nuovo voivoda, Ieremia Movilă, negoziò la pace con Istanbul e chiuse la partecipazione moldava al conflitto.
All'aprirsi del 1596, Michele si trovò praticamente da solo a coordinare le operazioni anti-ottomane lungo il Danubio.

I valacchi compirono diverse incursioni sulla costa turca del Danubio, a Vidin, Pleven, Nicopoli (il 21 luglio venne sconfitto il pascià ed eunuco Hafiz Mohammed) e Babadag, fomentando contemporaneamente la rivolta nelle popolazioni bulgare. Baba Novac, comandante degli incursori hajduki di Michele, tornò ad oltrepassare il Danubio a capo di un'eterogenea armata di ribelli serbi e bulgari e sorprese i rifornimenti ottomani diretti in Ungheria. Apertosi positivamente per le truppe cristiane, l'anno si chiuse però malamente. I tartari assalirono la Valacchia, devastando Bucarest e Buzău, ritirandosi prima del contrattacco del voivoda Michele. Il 25 ottobre, nella Battaglia di Keresztes, le truppe di Sigismondo Bathory e degli Asburgo vennero pesantemente sconfitte dagli ottomani. A corto di uomini e di mezzi, Michele avviò una serrata campagna diplomatica sia con Istanbul che con i centri di potere degli Asburgo (i dissidi interni alla famiglia tra l'imperatore Rodolfo II e l'arciduca Massimiliano avevano reso Vienna un'arena di lotta politica importante quanto la stessa Praga).
Con l'aprirsi del 1597, anche la Sublime Porta cominciò a tergiversare. Il 7 gennaio, Yemişçi Hasan Pascià dichiarò formalmente la Valacchia indipendente dall'Impero ottomano, confermando Michele quale voivoda. Michele otteneva nel contempo sussidi dall'arciduca Massimiliano per arruolare quattrocento mercenari e tornava al tavolo delle trattative con l'imperatore Rodolfo II. Il 9 giugno 1598, Michele e Rodolfo siglarono un accordo formale e il voivoda ottenne denari e mezzi per arruolare ed impegnare contro gli ottomani un'armata di 5.000 mercenari. Il voivoda valacco tornò a questo punto a valicare il Danubio e pose d'assedio Nicopoli (10 settembre), occupando poi Vidin. L'offensiva bulgara dei valacchi venne accompagnata dalla sollevazione delle genti cristiane di Bulgaria (Rivolta di Tarnovo (1598)) ma il mancato contributo militare degli Asburgo vanificò la manovra. Mentre i bulgari venivano domati dai turchi, Michele dovette ritirarsi e continuare la lotta da posizioni più sicure, congelando poi il conflitto con Istanbul siglando una tregua il 26 giugno 1599.

### L'annessione della Transilvania

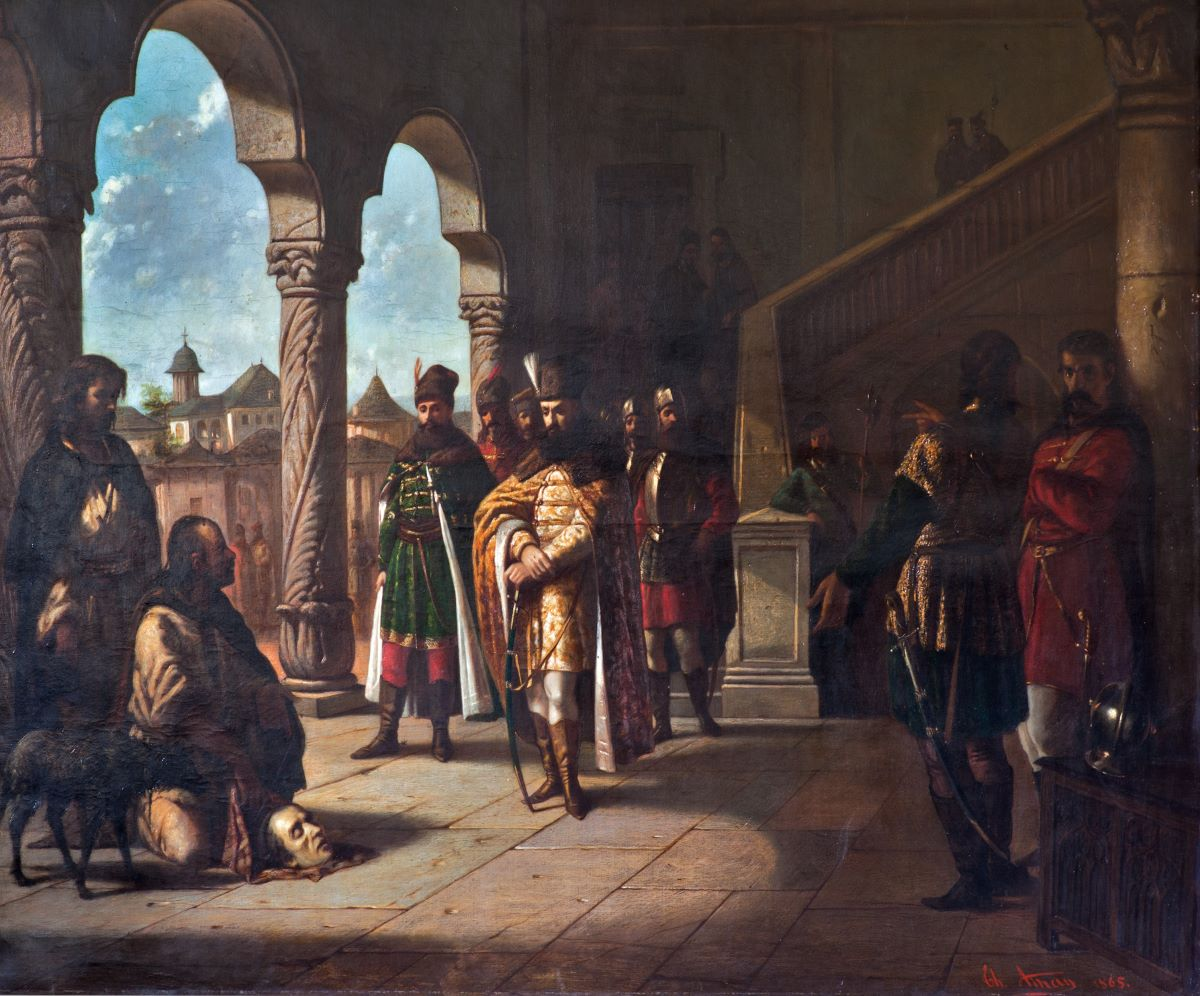
I Siculi portano la testa del cardinale Andrea Báthory a Michele il Coraggioso dopo la Battaglia di Șelimbăr - dipinto di Theodor Aman.

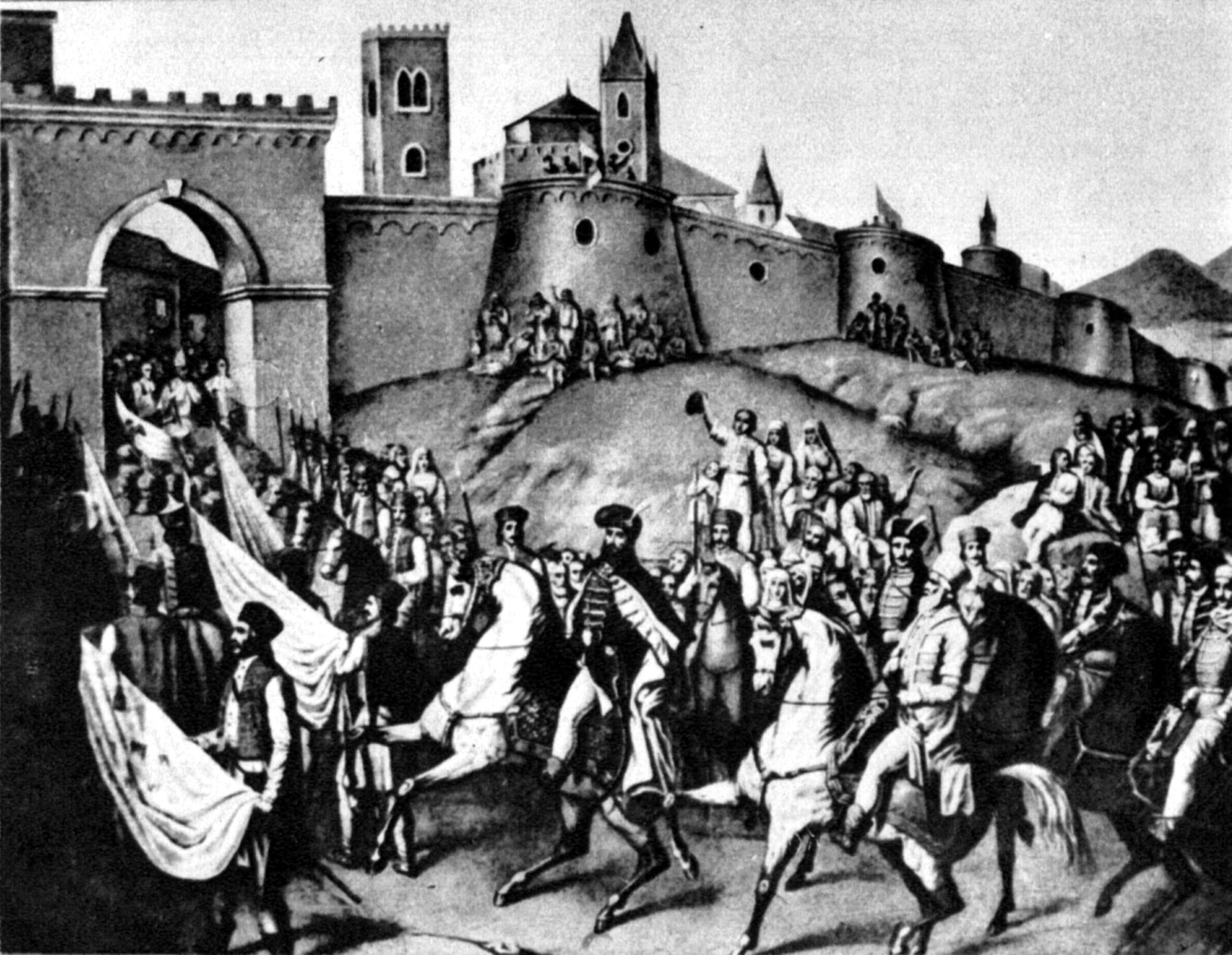
Michele il Coraggioso entra ad Alba Iulia

La rivolta della Valacchia aveva rappresentato per gli ottomani, impegnati contro gli Asburgo in Ungheria, non solo un nuovo fronte ma una grave interruzione nell'approvvigionamento di prodotti agro-alimentari diretti a Istanbul. La mossa di Michele, tuttavia, aveva provocato un crescente malcontento tra i boiari valacchi che non potevano più rivendere i prodotti dei loro feudi e che erano più interessati ad una pace che alla prosecuzione della guerra.
La Confederazione Polacco-Lituana osservava con crescente interesse la situazione e forse non casualmente l'ambasciatore presso la Porta chiese (21 ottobre 1597) che la Valacchia e la Bogdania (Moldavia), da considerarsi oramai perse per il sultano, fossero concesse in feudo al re polacco che si impegnava a pagare il tributo previsto.
Gli Asburgo, preoccupati dell'ingerenza polacca, cercarono a questo punto di rafforzarsi in Transilvania. Dopo il disastro di Keresztes, il voivoda Sigismondo aveva aperto trattative per cedere il suo principato all'imperatore ma il passaggio dei poteri si era rivelato più complicato del previsto; comunque, nel marzo del 1598, Sigismondo si accordò per cedere la Transilvania a Rodolfo II. Nel frattempo, gli Asburgo si adoperarono per smantellare la base di potere pan-danubiano che Sigismondo aveva creato dall'inizio della guerra. Il 9 maggio 1598 gli riconobbero ufficialmente il carattere ereditario e indipendente della carica di principe della Valacchia, svincolandolo, almeno formalmente, dall'ingerenza dei boiari e dal suzerain transilvano.
Mentre il conflitto ottomano-asburgico andava perdendo d'intensità sul fronte Danubiano, l'intrigo politico alle corti di Praga ed Istanbul diede frutti ben più evidenti.

Nel 1599 Sigismondo Báthory tornò sulle sue decisioni ed affidò il controllo della Transilvania al cugino, il cardinale Andrea Báthory. Legato alla sfera politica polacca, il cardinale inviò alla Porta dei delegati per negoziare la pace senza consultarsi con gli Asburgo. Michele riuscì ad intercettare i messi di Báthory ed informò del tradimento l'Imperatore. Il cardinale si accordò nel frattempo con il voivoda di Moldavia, Ieremia Movilă, per spodestare Michele e sostituirlo con il fratello di Ieremia, Simion Movilă. Stretto da presso dal nemico, Michele risolse di affidarsi all'Imperatore Rodolfo: il 9 giugno 1599, il voivoda di Valacchia fece atto di sottomissione all'Asburgo, si dichiarò suo vassallo ed ottenne il denaro necessario ad assoldare 5.000 mercenari con cui rinfoltire il suo esercito. Il 28 ottobre, Báthory venne disastrosamente sconfitto da Michele nella Battaglia di Șelimbăr. Il cardinale si diede alla fuga ma venne scovato da truppe dei Siculi che lo decapitarono (3 novembre) e spedirono la sua testa a Michele.

Entrato in trionfo ad Alba Iulia, capitale della Transilvania, Michele fece celebrare un degno funerale per Báthory nella chiesa cattolica della città. La dieta dei boiari transilvani riconobbe il Drăculești nuovo voivoda ma gli Asburgo costrinsero Michele a ridimensionare il suo ruolo accontentandosi del titolo di governatore. Per parte sua, Michele aveva tentato, purtroppo inutilmente, di ottenere da Praga il riconoscimento della sua signoria sull'antico feudo del Partium.
Quando Michele entrò in Transilvania, nell'immediato non concesse diritti né sgravò di obblighi i locali abitanti rumeni, principalmente contadini e demograficamente molto diffusi. Sostenne invece la Unio Trium Nationum che riconosceva diritti e privilegi tradizionali di Ungheresi, Siculi e Sassoni a discapito dei Rumeni. Infatti, mentre portava alcuni dei suoi aiutanti valacchi in Transilvania, invitò anche alcuni Siculi e altri ungheresi della Transilvania a partecipare all'amministrazione della Valacchia, dove desiderava trapiantare il sistema feudale molto più avanzato della Transilvania.

### Principe di Valacchia, Transilvania e Moldavia

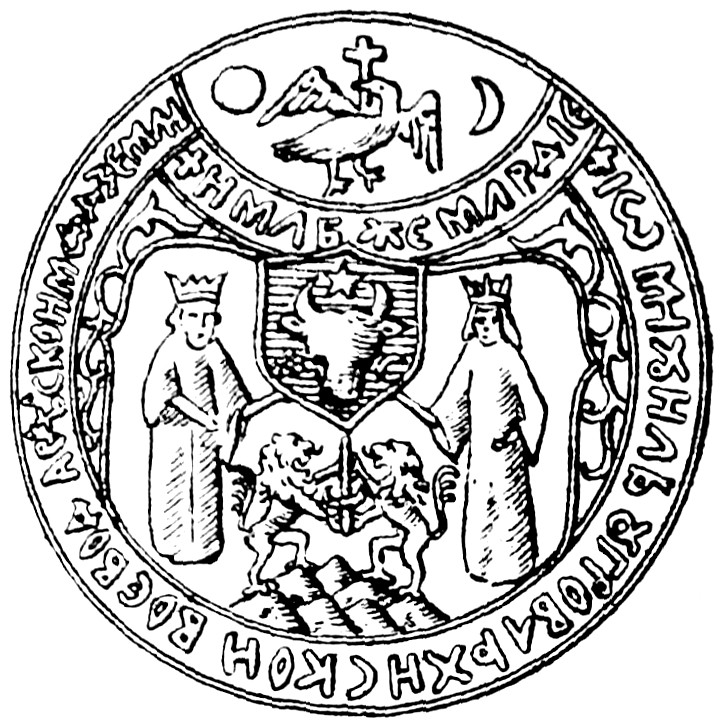
Sigillo di Michele il Coraggioso con gli emblemi dei tre principati di Romania

Annessa la Transilvania, Michele mosse contro i Movilă.

Già dal luglio del 1598 Michele aveva creato ed investito due nuovi ban (di Buzău e di Brăila) per sorvegliare il confine moldavo e le mosse di tatari e cosacchi. Il 28 febbraio del 1600, Michele incontrò ambasciatori polacchi a Brașov: il voivoda era disposto a riconoscere il sovra-regno della Polonia in cambio del riconoscimento del titolo di principe di Valacchia, Transilvania e Moldavia per sé e i suoi eredi. Il 14 aprile le forze valacche entrarono in Moldavia da diversi punti: lo stesso Michele guidò personalmente il grosso della spedizione lungo il corso del Trotuș verso la città di Roman. Il 6 maggio i valacchi erano a Suceava e il giorno successivo Michele schiacciò nella Battaglia di Bacău le truppe di Movilă e del redivivo Sigismondo Báthory, giunto con rinforzi polacchi. Movilă e Báthory si rinchiusero nel castello di Hotin poi (11 giugno) Movilă fuggì riuscendo ad attraversare il Dnestr e a raggiungere il campo dell'etmano Stanisław Żółkiewski, trinceratosi in Pocuzia per difendere gli interessi polacco-lituani contro l'ingerenza valacca.

Rimasto padrone del campo, Michele fece eleggere voivoda della Moldavia un suo vassallo e in agosto fu confermato voivoda dagli ottomani. Michele era ormai principe di Valacchia, Moldavia e Transilvania.

### Michele, gli Asburgo e la Polonia
Il colpo di mano di Michele in Moldavia allarmò le nazioni confinanti, oltre che i boiari delle terre rumene.

Nel settembre del 1600 la nobiltà magiara si rivoltò contro Michele, forte dell'appoggio di truppe imperiali al comando di Giorgio Basta. Michele venne sconfitto dai ribelli nella Battaglia di Mirăslău (18 settembre) mentre un esercito polacco, comandato dal Grand Hetman Jan Zamoyski, riportava al potere a Suceava Ieremia Movilă e sconfiggeva i valacchi a Năieni, Ceptura e Bucov (Battaglia del fiume Teleajăn).

Michele, ormai padrone della sola Oltenia, fuggì a Praga, dove incontrò in dicembre l'imperatore Rodolfo II. Nel frattempo il generale Basta aveva perso il controllo della Transilvania a causa dell'ennesimo tradimento dei boiari, desiderosi di schierarsi al fianco di Sigismondo Báthory. L'Asburgo diede ordine al generale Basta di aiutare Michele, mentre le forze a lui fedeli in Valacchia, guidate dal figlio Nicolae Pătrașcu, cacciavano Simion Movilă ed i suoi polacchi.

### Il complotto e la morte

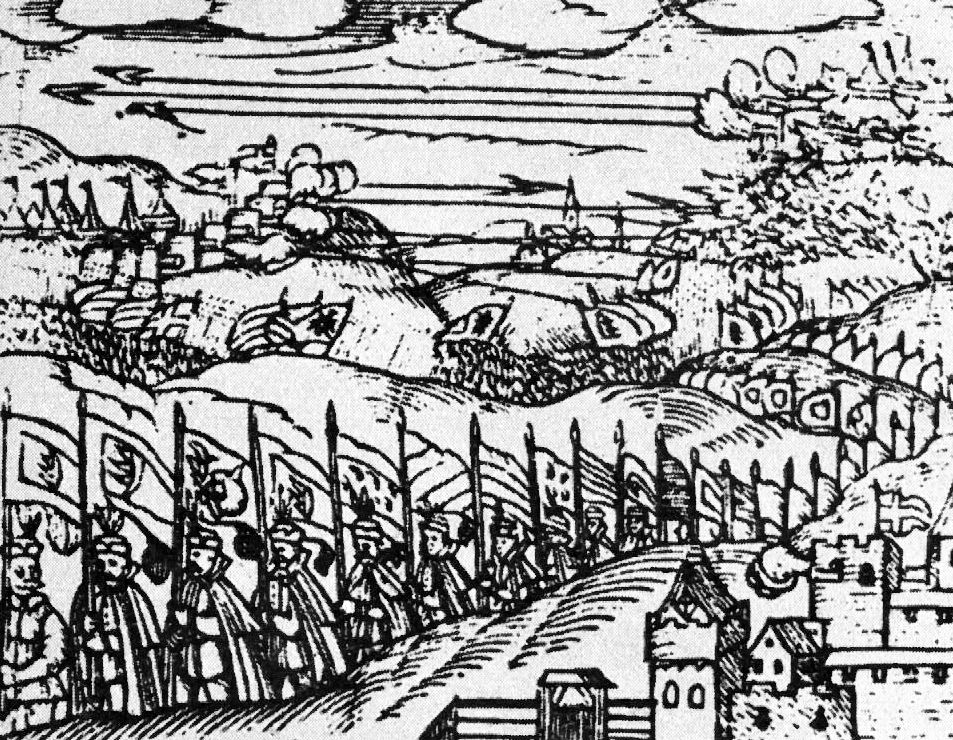
Michele il Coraggioso sconfigge la nobiltà magiara nella Battaglia di Guruslău, 1601.

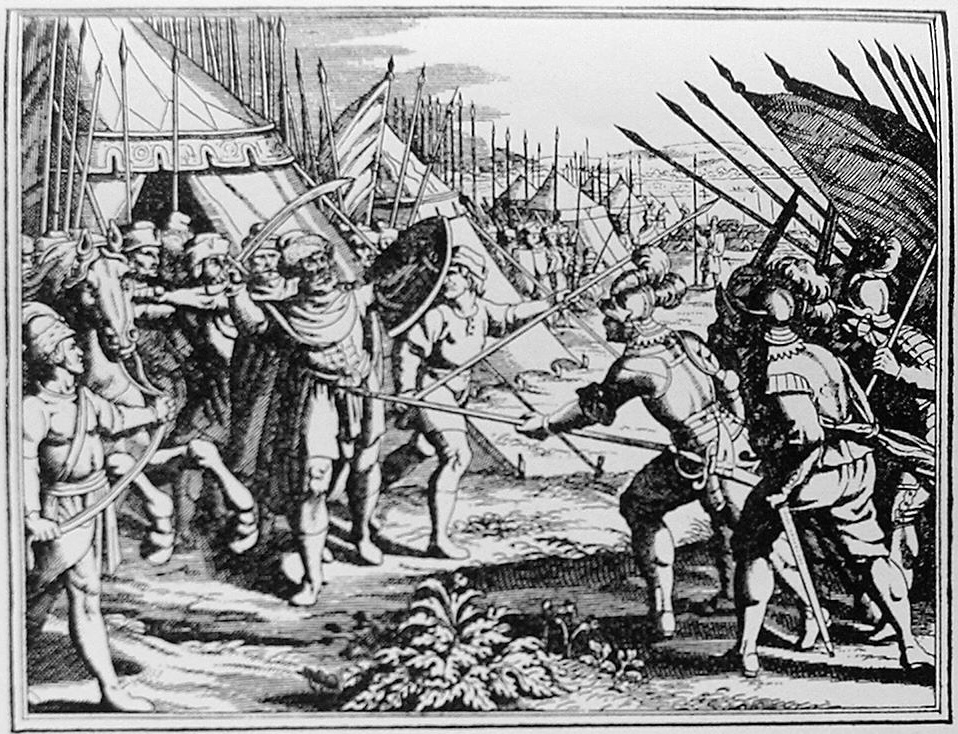
L'assassinio di Michele il Coraggioso a Câmpia Turzii, 1601.

Insieme al generale Basta, Michele sconfisse Sigismondo nella Battaglia di Goroszló il 3 agosto 1601, ma pochi giorni dopo (9 agosto) fu assassinato, su ordine dell'imperatore, dai mercenari valloni presso Turda.
I tentativi di negoziare con gli ottomani durante l'assedio di Kanischa (Canisia), cittadina conquistata dai musulmani il 22 ottobre del 1600 e assediata senza successo dai cristiani nel 1601, erano stati motivo di dubbi sulla fedeltà di Michele. Uomini al servizio dell'Imperatore avevano intercettato delle lettere di Michele al Sultano nelle quali il principe chiedeva alla Porta di essere riconosciuto sovrano dei regni conquistati definendosi: Valachiae transalpinae haereditarius Princeps, Regni Transylvaniae Dominus, nec non Moldaviae supremus Gubernator et Dominus, quarundam partium Hungariae Dominus, et totius Christianitatis processor et capitaneus.
Scomparso Michele, gli ottomani entrarono in Valacchia sbarcando sulle rive del Danubio e annientarono la resistenza del ban Calota riportando la Valacchia sotto il controllo della Porta. La Transilvania, dopo aver capitolato, diveniva invece un feudo della Polonia.

## Lascito
La figura di Michele il Coraggioso è fondamentale per la storia della Romania moderna. Riuscito a divenire principe di tutti e tre i principati danubiani nell'anno 1600, il Drăculești è per la storiografia rumena un antesignano dei successivi moti indipendentisti del XIX secolo.
Il 26 settembre 1916, durante le prime fasi della campagna rumena della prima guerra mondiale, re Ferdinando I di Romania istituì l'Ordine di Michele il Coraggioso. Questo ordine cavalleresco del Regno di Romania mutò in un ordine militare durante la seconda guerra mondiale. Dalla fine della monarchia rumena nel 1947 l'Ordine di Michele il Coraggioso è stato formalmente soppresso per poi essere nuovamente ripristinato come onorificenza ma solo in tempo di guerra.

### Esplicative
1. ↑  Lo storico rumeno del XVIII secolo Radu Popescu riporta un curioso episodio secondo il quale il voivoda Alexandru, onde cautelarsi da una eventuale usurpazione da parte di Michele, lo avrebbe costretto a giurare davanti ai boiari di corte di non avere ascendenze nobili, con l'intento di vanificare in modo quanto meno formale ogni sua possibile mira sul trono. La semplice discendenza da un voivoda, anche in casi di paternità non riconosciuta o di status non nobile della madre, era infatti sufficiente per permettere ad un uomo di ambire ad entrare nella schiera dei Principi di Valacchia o di Moldavia.
2. ↑  I dati sulla presenza rumena in Transilvania al principio del XVII secolo sono ad oggi contesi: Kocsis 1998 stima il 30% della popolazione transilvana complessiva nel 1595, mentre White 2000 riporta il 60% nel 1600!
3. ↑  Fu durante questo soggiorno praghese che Michele ebbe modo di farsi ritrarre dal pittore Aegidus Sadeler cui dobbiamo le scarse informazioni disponibili relative al presunto anno di nascita del voivoda.

### Bibliografiche
1. 1 2  (RO) Târgul de Floci, locul unde s-a născut Mihai Viteazul, su adevarul.ro, 22 luglio 2011.
2. ↑  (EN) Sugar PF, Hanak P e Frank T, A History of Hungary, Indiana University Press, 1994,  p. 97, ISBN 0-253-20867-X.
3. ↑  (EN) Treptow KW e Popa MD, Historical Dictionary of Romania, Scarecrow Press, 1996,  p. 131, ISBN 0-8108-3179-1.
4. ↑  (EN) Giurescu DC e Fischer-Galați S, Romania, collana East European Monographs, 1998,  p. 141.
5. 1 2  Giurescu-Giurescu 1976, p. 182.
6. 1 2  Giurescu-Giurescu 1976, pp. 201-205.
7. ↑  Giurescu-Giurescu 1976, p. 180.
8. ↑  Djuvara 2014, p. 185.
9. ↑  Iorga 1930.
10. 1 2  Panaitescu 1936.
11. ↑  Iorga 1935, pp. 117-120.
12. ↑  Giurescu-Giurescu 1976, pp. 63-64.
13. ↑  Giurescu-Giurescu 1976, p. 183.
14. ↑  (DE) Coln, Emporungen so sich in Konigereich Ungarn, auch in Siebenburgen Moldau, in der der bergischen Walachay und anderen Oerten zugetragen haben, 1596.
15. ↑  Rezachevici 2000.
16. ↑  (RO) Diaconescu M, Gândirea politică a lui Ştefan Jósika, cancelarul principelui Sigismund Báthory (DOC).
17. 1 2 3  Giurescu-Giurescu 1976, p. 186.
18. ↑  Bolovan-Treptow 1997.
19. ↑  Manea 2003.
20. ↑  Ionașcu-Zirra 1959, pp. 65-67.
21. ↑  Giurescu-Giurescu 1976, pp. 64-67.
22. ↑  Giurescu-Giurescu 1976, p. 189.
23. ↑  Giurescu-Giurescu 1976, p. 190.
24. ↑  Giurescu-Giurescu 1976, p. 191.
25. 1 2  Giurescu-Giurescu 1976, p. 193.
26. ↑  Giurescu-Giurescu 1976, p. 192.
27. ↑  (EN) Powell HM, Matau Family History & Related Lineages: With a Brief History of Romania, Gateway Press, 2002.
28. ↑  Giurescu-Giurescu 1976, p. 195.
29. ↑  Giurescu-Giurescu 1976, pp. 196-197.
30. ↑  (EN) White GW, Nationalism and Territory: Constructing Group Identity in Southeastern Europe, Rowman & Littlefield, 2000, ISBN 9780847698097.
31. ↑  (EN) Kocsis K e Kocsisné Hodosi E, Ethnic Geography of the Hungarian Minorities in the Carpathian Basin, Simon Publications LLC, 1998,  p. 102.
32. ↑  Giurescu-Giurescu 1976, p. 199.
33. ↑  Giurescu-Giurescu 1976, p. 201.
34. ↑  Giurescu-Giurescu 1976, p. 200.